# Крекінг-установка Корпус-Крісті (Occidental)
Крекінг-установка Корпус-Крісті (Occidental) — підприємство нафтохімічної промисловості, споруджене компаніями Occidental Petroleum та MexiChem в Техасі.
Установка є однією серед цілого ряду підприємств, котрі виникли у нафтохімічній галузі США внаслідок "сланцевої революції". Великі об'єми видобутку природного газу, багатого на гомологічні наступники метану, дозволили організовувати економічно доцільну сепарацію додаткових обсягів етану, на основі чого почався новий етап виробництва олефінів у Сполучених Штатах Америки. 
Крекінг-установку Occidental Petroleum ввели в експлуатацію поблизу південно-техаського порту Корпус-Крісті на початку 2017 року, практично одночасно з подібним об'єктом компанії Dow Chemical, що розташовується вище по узбережжю біля Х'юстону. Як наслідок, ці заводи стали першими у згаданій вище серії нових виробництв етилену. При цьому можливо відзначити, що установка в Корпус-Крісі має значно меншу потужність — лише 550 тисяч тонн етилену на рік — аніж тільки що згаданий завод Dow Chemical та наступні нафтохімічні проекти регіону, такі як підприємства на східній околиці Х'юстону (Сідар-Байу та Бейтауні) або в Луїзіані у районі Лейк-Чарльз (установки компанії Sasol та південнокорейської Lotte Chemical). Проте навіть цей показник становив  біля 0,4 % світового виробництва етилену.
Продукція установки використовується для виробництва дихлориду етилену, який в свою чергу необхідний для отримання мономеру вінілхлориду.
Вартість проекту склала біля 1,5 млрд доларів США.